# Neydens
Neydens est une commune française située dans le département de la Haute-Savoie, en région Auvergne-Rhône-Alpes. Elle fait partie de l'agglomération du Grand Genève.

## Géographie
Petite ville située aux portes de Genève, Neydens bénéficie d'un cadre rural tout en étant intégrée dans l'agglomération du Grand Genève. Elle fait partie du triangle d'or du Genevois, avec ses communes voisines Archamps, Collonges-sous-Salève et Bossey. Neydens est devenue une commune résidentielle, constituée de plusieurs hameaux qui s'égrainent dans un environnement très vert et particulièrement calme sur les premiers contreforts du Salève.
La commune jouxte un nœud de communication important constitué de l'autoroute A40 Châlon-Annemasse-Chamonix et de l'autoroute A41 Genève-Annecy-Chambéry-Grenoble. Neydens se trouve sur le trajet de Saint-Julien-en-Genevois à Annecy par la route départementale D 1201 (anciennement nommée route nationale N 201).

## Urbanisme

### Typologie
Au 1er janvier 2024, Neydens est catégorisée ceinture urbaine, selon la nouvelle grille communale de densité à sept niveaux définie par l'Insee en 2022.
Elle appartient à l'unité urbaine de Genève (SUI)-Annemasse (partie française), une agglomération internationale regroupant 34  communes, dont elle est une commune de la banlieue,,. Par ailleurs la commune fait partie de l'aire d'attraction de Genève - Annemasse (partie française), dont elle est une commune de la couronne,. Cette aire, qui regroupe 158 communes, est catégorisée dans les aires de 700 000 habitants ou plus (hors Paris),.

### Occupation des sols
L'occupation des sols de la commune, telle qu'elle ressort de la base de données européenne d’occupation biophysique des sols Corine Land Cover (CLC), est marquée par l'importance des territoires agricoles (67 % en 2018), en diminution par rapport à 1990 (83,3 %). La répartition détaillée en 2018 est la suivante : 
terres arables (46,8 %), zones urbanisées (20,2 %), zones agricoles hétérogènes (16,4 %), zones industrielles ou commerciales et réseaux de communication (8,6 %), forêts (4,2 %), prairies (3,7 %).
L'IGN met par ailleurs à disposition un outil en ligne permettant de comparer l’évolution dans le temps de l’occupation des sols de la commune (ou de territoires à des échelles différentes). Plusieurs époques sont accessibles sous forme de cartes ou photos aériennes : la carte de Cassini (XVIIIe siècle), la carte d'état-major (1820-1866) et la période actuelle (1950 à aujourd'hui).

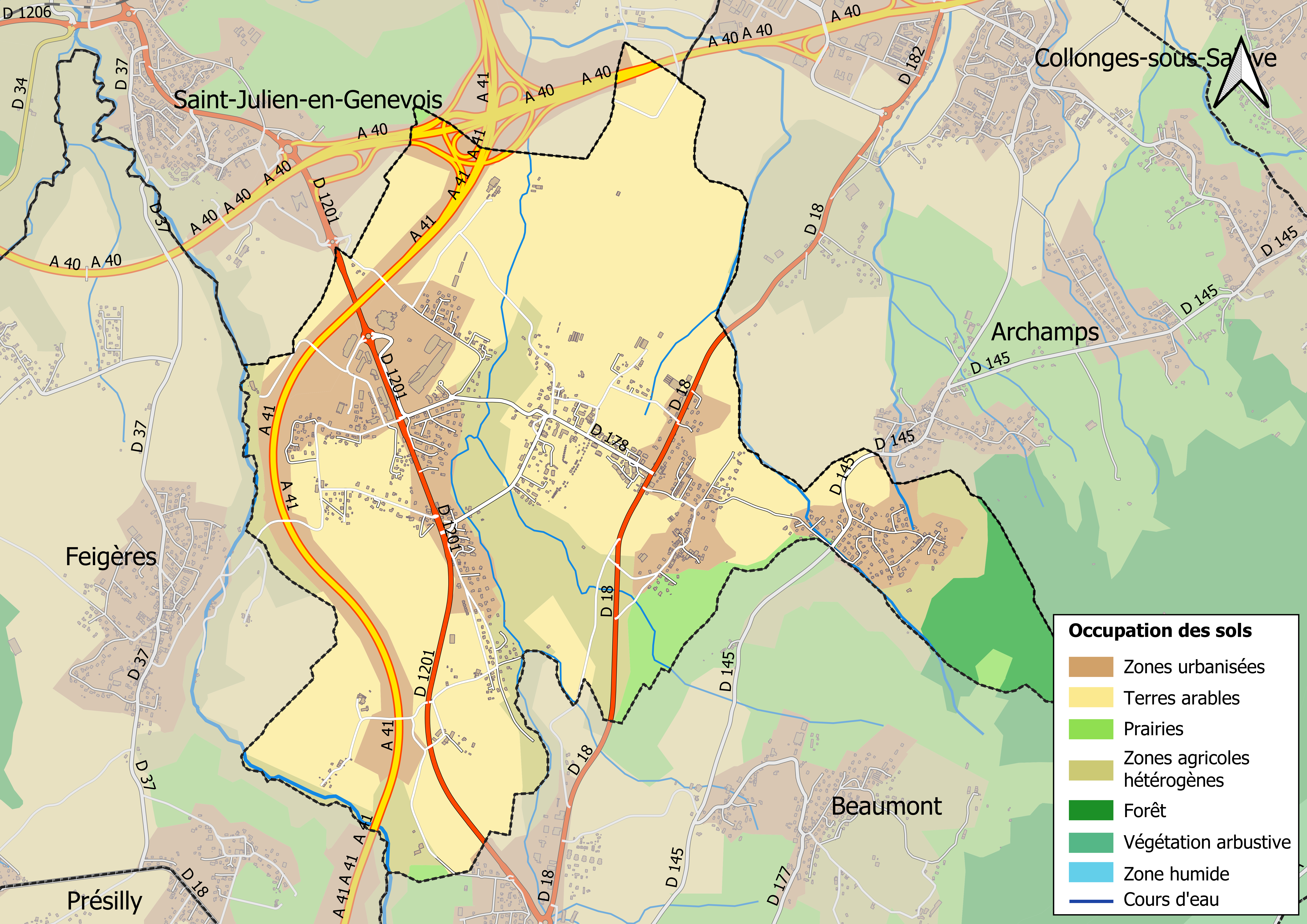
Carte des infrastructures et de l'occupation des sols en 2018 (CLC) de la commune.
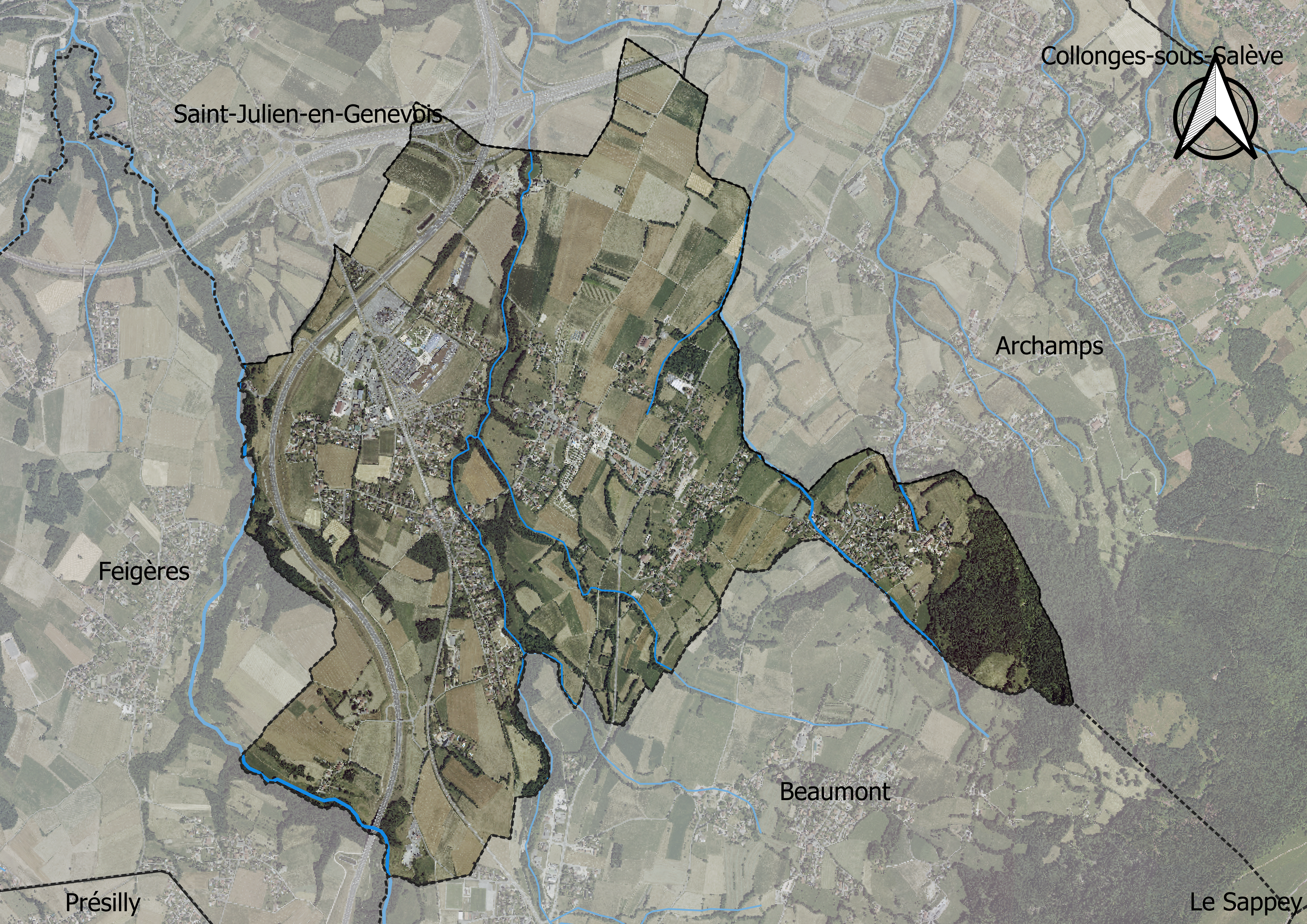
Carte orthophotogrammétrique de la commune.

## Toponymie
En francoprovençal, le nom de la commune s'écrit Nédin, selon la graphie de Conflans.

## Histoire
Situé sur un site gallo-romain, le village garde ce que l'on a cru être une trace significative de l'importante voie romaine qui reliait Annecy à Genève : une borne milliaire (qui finalement n'en est pas une) incorporée sous la forme d'une colonne au monument aux morts (1914-1918) érigé face à l'église. Le toponyme Noidans apparaît au XIIe siècle (Noidan ou « le domaine de Nodo », nom d'homme) serait d'origine germanique, datant probablement de l'époque où les Germains s'installèrent dans la Sapaudia gallo-romaine.
Au Moyen Âge, la plus grande partie du village relevait de l'évêché de Genève. Cette partie reste suisse, à la suite de l'invasion bernoise de 1536, et est rétrocédée en 1754, par le traité de Turin, au roi de Sardaigne. Le village retrouve ainsi son unité territoriale et une unité confessionnelle quand l'église, d'origine romane, est transformée en temple protestant.
Aux termes du traité de Turin de 1816, Neydens est incorporé à la zone sarde, zone de libre-échange avec la Suisse qui deviendra après 1860 et le rattachement de la Savoie à la France la zone franche de la Haute-Savoie toujours en vigueur aujourd'hui.
Menaçant de s'effondrer, l'église dédiée à saint Laurent est détruite au tournant du vingtième siècle et remplacée par l'église actuelle (de style néo-gothique).
Face à celle-ci, on remarque une curieuse croix de pierre (début du XIXe siècle) ornée des insignes de la passion. Au lendemain de la Seconde Guerre mondiale, les paroissiens firent construire une petite chapelle en l'honneur de Notre-Dame de la Paix qui protégea leur localité tandis que certains villages voisins furent douloureusement marqués.
La carrière de grès ou de molasse de Verrières creusée à même le flanc du Salève (massif préalpin) alimentait encore au dix-neuvième siècle les chantiers de construction de Genève.
Du fait de sa situation géographique qui la place à proximité d'un carrefour européen, cette commune connaît les avantages et les vicissitudes des territoires frontaliers modifiés par des tracés géopolitiques conclus entre états. Sentiers GR - route de Compostelle avec gîte-étape.

## Politique et administration
| Période                                  | Période                      | Identité                        | Étiquette | Qualité                                                                    |
| ---------------------------------------- | ---------------------------- | ------------------------------- | --------- | -------------------------------------------------------------------------- |
| Maire en 1977                            | mars 1984 (décès)            | Marc Verdel (1921-1984)         |           |                                                                            |
| 1984                                     | avril 1990 (décès)           | Raymond Cusin (1924-1990)       |           | Charpentier-menuisier, apiculteur                                          |
| Les données manquantes sont à compléter. |                              |                                 |           |                                                                            |
| mars 2001                                | mars 2008                    | Jean-Louis Ricard               | DVD       | Maire honoraire                                                            |
| mars 2008                                | mars 2014                    | Jean Verdel                     |           |                                                                            |
| mars 2014                                | juin 2019 (décès)            | Caroline Laverrière (1966-2019) | DVD       | Vice-présidente de la CC du Genevois Conseillère départementale suppléante |
| septembre 2019                           | En cours (au 3 février 2021) | Carole Vincent                  | SE        | Ancienne gestionnaire back office 2e vice-présidente de la CC du Genevois  |
| Les données manquantes sont à compléter. |                              |                                 |           |                                                                            |

## Population et société

### Démographie
L'évolution du nombre d'habitants est connue à travers les recensements de la population effectués dans la commune depuis 1793. Pour les communes de moins de 10 000 habitants, une enquête de recensement portant sur toute la population est réalisée tous les cinq ans, les populations de référence des années intermédiaires étant quant à elles estimées par interpolation ou extrapolation. Pour la commune, le premier recensement exhaustif entrant dans le cadre du nouveau dispositif a été réalisé en 2005.

En 2022, la commune comptait 2 227 habitants, en évolution de +25,39 % par rapport à 2016 (Haute-Savoie : +6,01 %, France hors Mayotte : +2,11 %).
| 1793 | 1800 | 1806 | 1822 | 1838 | 1848 | 1858 | 1861 | 1866 |
| ---- | ---- | ---- | ---- | ---- | ---- | ---- | ---- | ---- |
| 332  | 386  | 402  | 508  | 514  | 528  | 525  | 534  | 477  |

| 1872 | 1876 | 1881 | 1886 | 1891 | 1896 | 1901 | 1906 | 1911 |
| ---- | ---- | ---- | ---- | ---- | ---- | ---- | ---- | ---- |
| 473  | 468  | 469  | 504  | 501  | 519  | 502  | 505  | 443  |

| 1921 | 1926 | 1931 | 1936 | 1946 | 1954 | 1962 | 1968 | 1975 |
| ---- | ---- | ---- | ---- | ---- | ---- | ---- | ---- | ---- |
| 416  | 431  | 402  | 403  | 393  | 433  | 435  | 455  | 714  |

| 1982 | 1990 | 1999  | 2005  | 2006  | 2010  | 2015  | 2020  | 2022  |
| ---- | ---- | ----- | ----- | ----- | ----- | ----- | ----- | ----- |
| 840  | 957  | 1 100 | 1 382 | 1 417 | 1 513 | 1 794 | 2 271 | 2 227 |

### Centre commercial et de loisirs
La commune de Neydens dispose d'un centre commercial et de loisirs. Principalement complexe sportif, il propose diverses activités, notamment aquatiques et de remise en forme.
Des événements sont proposés au public, parmi lesquels la course Vitam'run : une course sportive annuelle dont le succès dynamise la commune et rassemble chaque année les sportifs de la région.

### Loisirs
- Le Vitam' offre un large choix d'activités : natation, aquagym', bien-être, fitness, musculation, squash, badminton, escalade.
- De nombreux clubs et associations proposent entre autres football, judo, théâtre, danse.
- Les cavaliers peuvent pratiquer l'équitation au centre équestre des Mouilles.

## Économie

### Services
- École primaire.
- Crèche.
- Cantine.
- Garderie périscolaire.

## Culture locale et patrimoine

### Lieux
- Église Saint-Laurent
- Croix du chef-lieu
- Croix de Verrières

### Personnalités liées à la commune
L'ancien cycliste professionnel Rémi Cusin vit à Neydens.

### Héraldique
| Armes de Neydens | Les armes de Neydens se blasonnent ainsi : De gueules à la croix d'argent, à une tulipe de Neydens au naturel, ployée en bande, brochant sur le montant supérieur de la croix et passant sous la traverse senestre. |